# Erosa daruma
Erosa daruma är en fiskart som först beskrevs av Gilbert Percy Whitley 1932.  Erosa daruma ingår i släktet Erosa och familjen Synanceiidae. Inga underarter finns listade i Catalogue of Life.